# Romain Fornell
Romain Fornell (Tolousse, 27 de diciembre de 1976) es un chef francés afincado en Barcelona. Obtuvo su primera estrella Michelin con 24 años, siendo el cocinero más joven en obtener esta distinción.

## Biografía
Tras trabajar en La Maison du Languedoc Rousillon y colaborar con Michel Sarran y con Alain Ducasse, en 2000 abrió el restaurante Chaldette, en Lozère, por el que en 2001 obtuvo su primera estrella Michelin. Más tarde se puso al frente del restaurante Diana del Hotel Ritz de Barcelona(actualmente, Hotel Palace). El Diana pasó a llamarse Caelis y en 2005 fue galardonado con una estrella Michelin lo que supuso que se erigiera como el único cocinero francés en conseguir una estrella Michelin en Francia y una en España.

## Restaurantes
En Barcelona es el titular de Café Turó, Épicerie y Joël´s Oyster. También es el chef-director de todos los espacios gastronómicos del Hotel Ohla (que incluye el restaurante Caelis, que recuperó su estrella tras el cambio). En esta ciudad dirige junto con Óscar Manresa, los restaurantes Casa Leopoldo y Casa Tejada.
En Andorra abre, con Bernard Bach y con Oscar Manresa, el espacio Chef´s Table.

## Premios y distinciones
- Mejor Cocinero Joven de Midi Pyrénées.
- Premio al Restaurante del Año otorgado por la Academia Catalana de Gastronomía. (Caelis). 2006[2]
- Estrella Michelin. (Chaldette). 2001
- Estrella Michelin. (Caelis). 2005 y 2017[3]
- Mejor Chef de restaurante. European Hotel Awards. 2018[4]
- La meilleure table internationale. Trophées de la gastronomie. Lyon 2018[5]